# Premis del Sindicat Nacional de l'Espectacle de 1943
Els tercers Premis Nacionals de Cinematografia concedits pel Sindicat Nacional de l'Espectacle corresponents a 1942 es van concedir el 1943. Es va concedir únicament a les pel·lícules i no pas al director o als artistes, i es va distingir per la seva dotació econòmica: un total de 1.850.000 pessetes, repartits en dos premis de 400.000 pessetes i uns altres quatre de 250.000 pessetes. Algunes d'elles havien estat declarades "d'interès nacional".

## Guardonats de 1943
| Categoria | Premi       | Pel·lícula premiada  | Director                  |
| --------- | ----------- | -------------------- | ------------------------- |
| 1r. lloc  | 400.000 pts | Huella de luz        | Rafael Gil                |
| 2n lloc   | 400.000 pts | La aldea maldita     | Florián Rey               |
| 3r lloc   | 250.000 pts | Intriga              | Antonio Fernández-Román   |
| 4t lloc   | 250.000 pts | Forja de almas       | Eusebio Fernández Ardavín |
| 5è lloc   | 250.000 pts | La casa de la lluvia | Antonio Fernández-Román   |
| 6è lloc   | 250.000 pts | Goyescas             | Benito Perojo             |